# Hadennia ornata
Hadennia ornata är en fjärilsart som beskrevs av Warren. Hadennia ornata ingår i släktet Hadennia och familjen nattflyn. Inga underarter finns listade i Catalogue of Life.